# Masonia intermediella
Masonia intermediella är en fjärilsart som beskrevs av Charles Théophile Bruand d’Uzelle 1850. Masonia intermediella ingår i släktet Masonia och familjen säckspinnare. Inga underarter finns listade i Catalogue of Life.